# Wang Dingguo
Wang Dingguo (xinès simplificat: 王定国, pinyin: Wáng Dìngguó; Yingshan, 4 de febrer de 1912 - Beijing, 9 de juny de 2020) va ser una veterana de guerra amb l'Exèrcit Roig xinés i posteriorment política a la República Popular de la Xina. Era l'esposa de Xie Juezai, president del Tribunal Popular Suprem.

## Biografia
Wang va nàixer com Wang Yixiang en una família d'origen agrícola al comtat de Yingshan, Sichuan, el 4 de febrer de 1912. Va participar en activitats revolucionàries el 1926. Venuda com a esclava nupcial als 15 anys, va fugir als 20, unint-se a l'Exèrcit Roig l'octubre de 1933 i al Partit Comunista de la Xina el desembre del mateix any. Membre del quart front de l'exèrcit roig, va completar la Llarga Marxa l'octubre de 1936. Era membre d'un grup de teatre, feia agitprop i maquillatge, a més de prendre les armes durant les batalles. Va perdre un dit del peu per la neu.
Després de la fundació de l'Estat Comunista, Wang va treballar com a secretària al Ministeri de l'Interior. El 1959, va ser traslladada al Tribunal Popular Suprem. El 1964, va ser transferida de nou al Comitè Nacional de la Conferència Consultiva Política del Poble Xinés, treballant com a secretària del seu marit.
Wang va morir d'una malaltia a Pequín, el 9 de juny de 2020, als 107 anys.

## Vida personal
Wang va conèixer Xie Juezai el juliol de 1937 i es va casar amb ell el setembre de 1937. La parella tenia cinc fills i dos filles. El seu segon fill, Xie Fei, és un conegut director de cinema.